# Жак Некер
Жак Некер (фр. Jacques Necker; Женева, 30. септембар 1732 − 9. април 1804) је био француски политичар, министар финансија Луја XVI и учесник Француске револуције.

## Биографија
Некер је рођен у Женеви. Отац, Карл Фридрих Некер, му је био професор права у Женеви. Године 1747. отац га је послао у Париз да постане службеник у банци Исака Вернета, његовог пријатеља. Некер се до 1765. године веома обогатио и постао суоснивач чувене банке Телусон, заједно са Петром Телусоном. Оженио се 1764. године. Две године касније родила му се ћерка, Жермена Некер. Она ће касније постати чувена француска књижевница позната под именом Госпођа де Стал. Ускоро је Некер постао директор Француске источноиндијске компаније. Октобра 1766. године постао је генерални директор за финансије. Заговарао је кредите за финансирање француског учешћа у Америчкој револуцији. Због високих дугова, Некер је 1781. године изведен пред суд. Године 1788. је смењен, али је следеће године враћен на функцију са задатком да земљу извуче из економске кризе. 
Некерова делатност није зауставила избијање Француске револуције. Некер се залагао за решавање питања око гласања у скупштини сталежа у корист трећег сталежа. Његови предлози су одбијени те је он одлучио да не присуствује Скупштини сталежа 1789. године. Некер је на функцији остао до следеће године када је дао оставку. Остатак живота провео је у Швајцарској. Умро је 9. априла 1804. године. Његова ћерка, Госпођа Стал, постаће значајна фигура у нареном периоду француске историје и предводиће опозицију Наполеону Бонапарти.